# 신민수 (1987년)
신민수(1987년 1월 6일 ~ )는 대한민국의 배우이다.

## 학력
- 수원대학교 연극영화학부

## 출연작

### 드라마
- 《불굴의 차여사》 (MBC, 2015년) - 오기훈 역
- 《가족의 탄생》 (SBS, 2012년) - 젊은 시절 최인우 역
- 《무사 백동수》 (SBS, 2011년) - 태용 역
- 《괜찮아, 아빠딸》 (SBS, 2010년) - 최덕기 역

### 영화
- 《스플릿》 (2016년) - 올림픽볼링장 젊은남 역
- 《쎄시봉》 (2015년) - 하숙생 4 역